# Římskokatolická církev v Afghánistánu
Katolická církev v Afghánistánu je křesťanské společenství. Hlásí se k ní asi 1 % obyvatel. Je v jednotě s papežem. Má jednu církevní složku a to je Misie sui iuris v Afghánistánu je přímo podřízena svatému stolci.

## Struktura
Afghánistán nemá žádnou církevní provincii ale má jen misii sui iuris která je podřízena přímo svatému stolci. V této misii se slouží mše v latinském ritu.
- Misie sui iuris v Afghánistánu (zal. 2002) – současný superior Giuseppe Scalese, B.